# 군산월명초등학교
군산월명초등학교는 대한민국 전북특별자치도 군산시 수송동로 24에 있는 공립 초등학교이다.

## 학교 연혁
- 1988년 9월 1일: 월명초등학교 개교
- 2019년 3월 1일: 군산시 송풍동에서 군산시 수송동으로 학교 이전
- 2020년 1월 24일: 군산시 송풍동에 위치한 옛 군산월명초등학교 부지에 청소년 자치배움터 '자몽'(自夢) 입주

## 참고 자료
- 군산월명초등학교 - 한국교육학술정보원 학교알리미